# Seduni
I Seduni furono un popolo gallico stanziato nel Vallese centrale nel I secolo a.C. La loro esistenza è attestata da iscrizioni e testi antichi.
Non sappiamo quali furono i loro rapporti con i Galli che valicarono le Alpi e si impadronirono di Roma nel 390 a.C.

## Guerre galliche
Giulio Cesare è il primo a farne menzione, nel suo De bello Gallico: come gli altri tre popoli del Vallese — i Nantuati nel Chiablese, i Veragri nella regione di Martigny e gli Uberi nell'Alto Vallese — anche i Seduni sono di matrice celtica. Non si sa in quale epoca si sono stabiliti nella regione, anche se viene spesso ipotizzato il V secolo a.C.
Numerose sepolture e tracce di abitati appartenenti a quell'epoca sono stati trovati nella regione di Sion, che era il loro oppidum e che qualche autore identifica con la Drousomagos dei testi antichi. I Seduni si distinguevano per l'abitudine delle loro donne a portare pesanti anelli alla caviglia.
Nel 56 a.C., i Seduni aiutarono i Veragri nella battaglia di Octodurus presso Martigny. Dopo la conquista romana da parte di Druso e Tiberio i Seduni furono una delle quattro città romane del Vallese (a fianco dei Nantuati, dei Veragri e degli Uberi) prima che i quattro popoli si fondessero nell'unica civitas vallensis durante il regno dell'imperatore Claudio nel I secolo.